# Battaglia di Galveston Harbor
La battaglia di Galveston Harbor è stata una battaglia navale combattuta nell'ottobre 1862 tra la Union Navy e le forze confederate nei pressi della città di Galveston

## La battaglia
La marina nordista iniziò il blocco navale contro il porto di Galveston nel luglio 1861 ma la città rimase sotto il controllo dei sudisti. Alle sei del mattino del 4 ottobre 1862, il comandante Renshaw – che coordinava le operazioni di blocco – inviò il cutter USRC Harriet Lane verso il porto di Galveston per avvertire le autorità confederate che, se non si fossero arrese entro un'ora, i nordisti avrebbero attaccato.
Il colonnello Cook, comandante confederato della città, si rifiutò di ricevere le comunicazioni della Harriet Lane e quando altre navi unioniste giunsero nel porto, ordinò di bombardarle.
La flotta nordista rispose al fuoco distruggendo parte dell'artiglieria sudista. Nuovamente Renshaw chiese ai sudisti di arrendersi e, al loro rifiuto, minacciò di radere al suolo la città. Finalmente uno degli ufficiali confederati accettò di negoziare una tregua.

## Conseguenze
L'accordo non venne messo per iscritto e quando i confederati evacuarono la città portarono con sé armi, munizioni e vettovagliamenti. Renshaw, che pure riteneva ciò non fosse negli accordi, dovette accettare questa decisione non potendo opporre un documento che accertava i termini della tregua.
La caduta di Galveston fu un importante successo per i nordisti che privarono il nemico di un importante porto commerciale. Tuttavia circa sei mesi dopo i confederati riuscirono a rioccupare la città che rimase sotto il loro controllo fino quasi al termine della guerra.